# Clara Nevéus
Clara Maria Nevéus, född Bager den 2 juni 1934 i Eskilstuna, död den 31 mars 2017 i Uppsala, var en svensk arkivarie.
Nevéus blev filosofie kandidat 1957, filosofie licentiat 1964 och filosofie doktor i Uppsala 1974. Hon var anställd vid Riksarkivet kortare perioder 1957–1963, Vitterhetsakademiens diplomatariekommitté 1962 samt vid landsarkivet i Uppsala 1962–1967, 1965–1966 och 1970. Hon var sektionschef Riksarkivets sektion för medeltidshandlingar från 1967 och statsheraldiker 1983–1999. Åren 2006–2015 var hon ledamot av Svenska Vapenkollegiet.
Clara Nevéus var gift med Torgny Nevéus. Makarna Nevéus är begravna på Uppsala gamla kyrkogård.

## Utmärkelser
- Kommendör av Norska förtjänstorden (1 juli 1995) [4]
- Svenska Heraldiska Föreningens förtjänstmedalj i guld (SHFGM, 2003) [5]